# Bupleurum pachnospermum
Bupleurum pachnospermum är en flockblommig växtart som beskrevs av Jean Armand Isidore Pancher. Bupleurum pachnospermum ingår i släktet harörter, och familjen flockblommiga växter. Inga underarter finns listade i Catalogue of Life.